# Зимзелена биљка
Зимзелена биљка је биљка која током целе године има лишће за разлику од листопадних биљака. Представљају доминантно шумски биом распрострањен по целој планети Земљи углавном у приморским и приобалним појасевима, али и у континенталним деловима у условима умерене климе са хладним зимским периодом и топлим летом. У ову групу биљака спадају углавном четинари, али има и изузетака (пример: ариш).